# Пінігін Володимир Кирилович
Володи́мир Кири́лович Піні́гін (нар. 21 вересня 1941, Ленінград, РРФСР — пом. 11 жовтня 2015, Львів) — український художник-графік.
Член Спілки художників України з 1974 року.

## Біографія
Дитинство і юність Володимира Пінігіна минули в Ленінграді. Навчався у художньому гуртку при Ермітажі. 1958 року він переїхав до Львова (Україна). В 1965 році закінчив Український поліграфічний інститут ім. Івана Федорова за фахом «Графіка».
Володимир Пінігін працював у книжковій і станковій графіці, плакаті, дизайні, сценографії, живописі. В 1985–1999 роках перейшов на малі форми графіки в техніках офорта, травлення, сухої голки, інталії, монотипії.
Ілюстрував художні книжки, переважно авторів-фантастів — Жуля Верна, Герберта Веллса, Рея Бредбері («Вино з кульбаб» і «Марсіанські хроніки»), Артура Кларка, Кліффорда Сімака, П'єра Буля, Станіслава Лема (Катар), Олександра Бєляєва, Карела Чапека та Василя Бережного. До інших ілюстрованих ним авторів належать Олександр Пушкін, Валентин Катаєв, Вільям Сароян, Ернест Гемінґвей, Ярослав Гашек, Борис Нечерда та інші.
З 1963 року художник взяв участь у близько 120 групових регіональних, республіканських, міжнародних виставках. Провів 12 персональних виставок в Україні, Росії, Бельгії, Голландії, Німеччині, США, Польщі. Нагороджувався преміями й дипломами міжнародних виставок.
Був одружений з художницею Лідією Бусалаєвою (1940–2013). Дочка подружжя Іветта Ключковська теж художниця.